# Natatolana laewilla
Natatolana laewilla är en kräftdjursart som beskrevs av Bruce1986. Natatolana laewilla ingår i släktet Natatolana och familjen Cirolanidae. Inga underarter finns listade i Catalogue of Life.